# Na równi pochyłej
Na równi pochyłej (tytuł oryg. Downhill) – brytyjski niemy melodramat z 1927 w reżyserii Alfreda Hitchcocka i według scenariusza Eliota Stannarda, opracowanego na podstawie sztuki Down Hill autorstwa Davida L’Estrange’a (wspólny pseudonim Ivora Novello i Constance Collier). W rolach głównych wystąpili Ivor Novello, Annette Benson, Robin Irvine, Isabel Jeans oraz Ian Hunter. Akcja koncentruje się na uczniu prywatnej szkoły Roddym Berwicku (Novello), fałszywie oskarżonym o uwiedzenie kelnerki Mabel (Benson). W wyniku zawartego paktu lojalności bohater nie wydaje swojego przyjaciela, Tima Wakeleya (Irvine). Wyrzucony z domu przez ojca (Norman McKinnel) rozpoczyna wędrówkę, podczas której stacza się na dno moralne i społeczne.
W momencie premiery film budził sprzeczne uczucia wśród krytyków. Z jednej strony negatywnie oceniano fabułę, z drugiej chwalono m.in. grę aktorską, zdjęcia i pracę reżysera oraz szerokie zastosowanie przez niego różnych technik filmowych. Także we współczesnych analizach biografowie zgodnie podkreślają znaczenie wspomnianych technik, które stały się podstawą w późniejszym etapie kariery reżyserskiej Hitchcocka.

## Fabuła

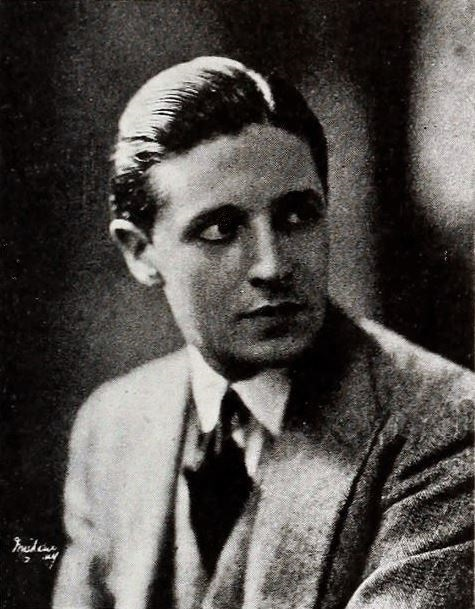
Ivor Novello (na zdj. w 1923), odtwórca głównej roli Roddy’ego Berwicka w scenicznej i filmowej ekranizacji

Fabułę Na równi pochyłej podzielono na trzy rozdziały: „The World of Youth”, „The World of Make Believe” oraz „The World of Lost Illusions”. Film zaczyna się od ujęcia ukazującego sędziego, który gwizdkiem daje sygnał do rozpoczęcia ostatniej akcji w szkolnym meczu rugby. Po chwili zebrany na boisku przy uczelni tłum zaczyna wiwatować, gdy miejscowa drużyna odnosi zwycięstwo. Kapitan zespołu Roddy Berwick (Ivor Novello) niesiony jest przez rozentuzjazmowanych ludzi na rękach. Jeden z mężczyzn wyraża żal, że sir Thomas Berwick (Norman McKinnel) nie posiada więcej synów, takich jak Roddy. Po zakończeniu meczu ciemnowłosa kelnerka Mabel (Annette Benson) pisze notatkę, w której informuje, że po godzinie 18 będzie sama w sklepie. Podczas gdy rodziny i uczniowie przemieszczają się korytarzami szkoły, Tim Wakeley (Robin Irvine) zatrzymuje się przy tablicy ogłoszeń wraz ze swoim ojcem, wielebnym Henrym Wakeleyem (Jerrold Robertshaw), i siostrą Sybil (Sybil Rhoda), wskazując na ogłoszenie o stypendium Raynforda. Mężczyzna informuje syna, że jeśli będzie w stanie je dostać, pojawi się możliwość studiowania na Oxfordzie. Dwaj młodsi bracia Tima i Sybil ganiają się po schodach. Siostra podąża za nimi, by ich pilnować. Gdy niespodziewanie drzwi do łazienki otwierają się, kobieta zauważa półnagiego Roddy’ego, który na jej widok szybko okrywa się ręcznikiem. Zaskoczona Sybil wraca do swojej rodziny, po czym wszyscy udają się do jadalni szkolnej, gdzie stoły są rozstawione w dwóch rzędach. Mabel dyskretnie wtyka w dłoń Tima napisaną wcześniej notatkę. Około setka zgromadzonych gości wstaje, by odmówić modlitwę. Roddy spóźnia się, więc czeka przy wejściu do jadalni w towarzystwie Mabel, na którą przypadkowo wpadł chwilę wcześniej. Kobieta umyślnie staje swoją stopą na jego stopie, zmuszając mężczyznę do uśmiechu, lecz Roddy orientuje się, że całą sytuację obserwuje jego surowy ojciec. Po modlitwie mężczyzna zajmuje miejsce obok Sybil i naprzeciw ojca. W międzyczasie Tim czyta pod stołem notatkę od Mabel, a następnie daje jej dyskretnie znak – poprzez skinięcie głową – że się zgadza.
Zegar na wieży wskazuje godzinę 18:05. Mabel czeka w drzwiach sklepu Ye Olde Bunne Shoppe. Zauważywszy Tima i Roddy’ego poprawia fryzurę, po czym zaprasza ich do środka. Cała trójka udaje się na zaplecze, gdzie dziewczyna puszcza muzykę i zaczyna tańczyć razem z Roddym. Zabawę przerywa dziecko, które przychodzi do sklepu kupić słodycze. Mabel wraca za ladę, aby je obsłużyć. Roddy ściąga ze swej marynarki włos należący do dziewczyny, po czym kpi z Tima i jego przywiązania do Mabel, trzymając rękę na sercu. Gdy dziewczyna wraca na zaplecze kontynuuje taniec, tym razem z Timem, który okazuje się być gorszym tancerzem od Roddy’ego (Mabel przerywa taniec po tym, jak Tim nadepnął jej na palec u nogi, lecz chwilę później wraca do chłopaka, kiedy Roddy nie jest zainteresowany flirtem z nią).

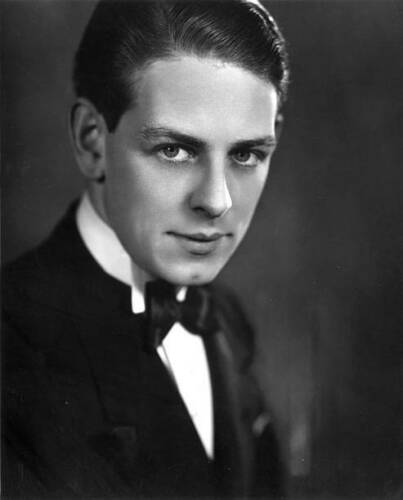
Robin Irvine, odtwórca roli Tima Wakeleya, przyjaciela Roddy’ego

Podczas gdy Mabel i Tim tańczą, Roddy udaje się za ladę, by obsłużyć małego chłopca. Za pół pensa sprzedaje mu pudełko cukierków. Po chwili w sklepie zjawia się większa grupa dzieci, chcąca kupić cukierki po tańszej cenie. Mabel, zauważywszy całą sytuację, zjawia się i przegania je. Pomiędzy dziewczyną a Roddym dochodzi do sprzeczki, dotyczącej ceny, za jaką chłopak sprzedał cukierki. Chcąc załagodzić konflikt, Roddy oddaje z własnej kieszeni kilka banknotów. Gdy razem z Timem wychodzi ze sklepu, Mabel usiłuje go pocałować, lecz chłopak śmieje się jej prosto w twarz, co wywołuje w niej gniewną reakcję. Stojący obok Tim całuje ją, po czym opuszcza wraz z Roddym sklep.
Po kilku dniach spełnia się największe marzenie Roddy’ego, który zostaje mianowany kapitanem szkolnej drużyny na nadchodzący sezon. Kiedy wraz z Timem przebywa w swoim pokoju w szkolnym internacie, obydwaj zostają wezwani do gabinetu dyrektora. Na miejscu dowiadują się, że Mabel wniosła „bardzo poważne oskarżenie”. Rozhisteryzowaną dziewczynę musi uspokajać dyrektor. Na zadane przez niego pytanie, który z chłopców jest winny, Mabel – po chwili zastanowienia – wskazuje na Roddy’ego, nie kryjącego zaskoczenia. Po tym jak Tim opuszcza gabinet, zbliżenie na twarz dziewczyny ukazuje jej pogardę, z jaką patrzy na zdezorientowanego chłopaka. W jej myślach przewijają się sceny płacenia banknotem przez Roddy’ego za cukierki oraz napis na drzwiach sklepu „w środę zamykamy wcześniej”. Zdenerwowana dziewczyna opuszcza gabinet. Dyrektor informuje chłopaka, że w zaistniałych okolicznościach nocowanie przez niego w internacie jest niemożliwe. Smutek Roddy’ego dodatkowo potęguje fakt, że nie będzie mógł on grać dla drużyny Old Boys. Gdy chłopak pakuje się, Tim przeprasza go za swoje milczenie, tłumacząc, że mogłoby to zaszkodzić jego staraniom o stypendium. Roddy uspokaja i zapewnia przyjaciela, że go nie wyda, po czym opuszcza z walizką teren szkolnego internatu.

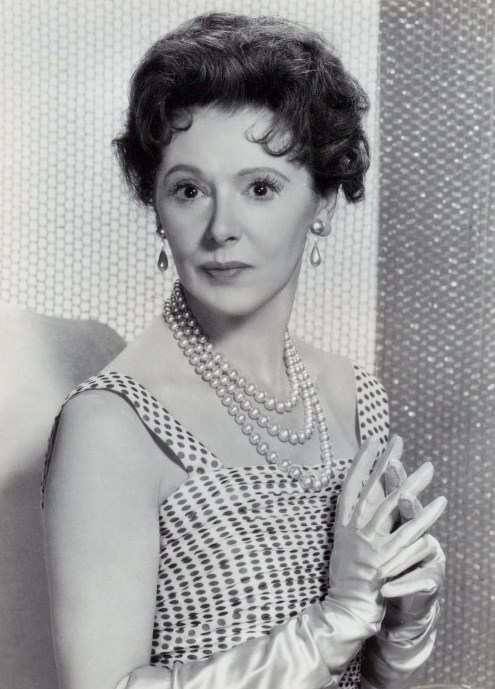
Isabel Jeans, odtwórczyni roli Julii Fotheringale

Wieczorem chłopak dociera do domu. Przywitawszy się z matką (Lilian Braithwaite) zasiada w fotelu w salonie. Wkrótce jego ojciec wraca w towarzystwie znajomego. Kiedy mężczyzna gratuluje Roddy’emu, ojciec, spoglądając na kalendarz, orientuje się, że jego syn wrócił do domu przed końcem semestru. Po tym jak znajomy sir Berwicka wychodzi, Roddy usiłuje wytłumaczyć ojcu całą sytuację, lecz na wieść o wydaleniu syna ze szkoły, Berwick senior reaguje bardzo emocjonalnie, nazywając go kłamcą. Urażony tonem ojca Roddy ostentacyjnie wychodzi z domu. Mimo protestów ze strony matki, Berwick senior zamyka za synem drzwi na łańcuch, a Roddy udaje się do londyńskiego metra.
Opuściwszy rodzinny dom chłopak zatrudnia się jako aktor w teatrze. Poznaje tam aktorkę Julię Fotheringale (Isabel Jeans), której przynosi do garderoby papierośnicę. Para szybko zaczyna flirtować ze sobą. Chłopak, będąc zafascynowanym kobietą, w pierwszej chwili nie zauważa obecności Archiego (Ian Hunter), aktora i partnera scenicznego Julii. Przez chwilę cała trójka jedzie razem taksówką w strugach deszczu. Roddy kontynuuje flirt z Julią, po czym wysiada i udaje się na przystanek autobusowy. Gdy dociera do wynajmowanego mieszkania dowiaduje się z listu, że odziedziczył po swojej matce chrzestnej spadek w wysokości 30 tys. funtów. Korzystając z nowych możliwości, kupuje strój wieczorowy, a następnie wchodzi do garderoby Julii, pokazując jej list oraz składając propozycję kolacji. W pierwszej chwili nie zauważa siedzącego (odwróconego plecami) w fotelu Archiego, któremu wręcza ekskluzywne cygaro. Mężczyzna odwdzięcza się chłopakowi poprzez podarowanie mu pliku banknotów, prosząc, aby potraktował je jako wpisowe.

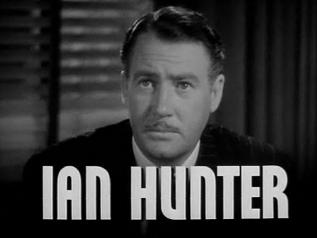
Ian Hunter, odtwórca roli Archiego

Niedługo potem Julia wychodzi za mąż za Roddy’ego. Gdy chłopak zadręcza się stosem zaległych rachunków, jego świeżo poślubiona żona zaprasza do ich apartamentu Archiego. Radzi on kobiecie, aby swoje klejnoty wysłała do banku, nim nastąpi krach. Kiedy obydwoje słyszą głośne zachowanie Roddy’ego w sąsiednim pokoju, Archie chowa się do szafy, a Julia udaje się do męża. Zdenerwowany przedstawia jej dokument, informujący o debecie bankowym. W trakcie rozmowy Roddy, zorientowawszy się, że w jego domu jest Archie, szuka kryjówki mężczyzny, po czym dochodzi między nimi do szamotaniny. Gdy Roddy powala rywala na ziemię, nakazuje obydwojgu wynosić się z jego domu. Julia przypomina mu, że mieszkanie zostało przepisane na nią, i to ona wyrzuca go z niego, a następnie kontynuuje romans z Archiem.
Znajdując się w trudnej sytuacji materialnej Roddy pracuje w Paryżu jako fordanser podczas widowisk muzycznych. Jedna ze starszych kobiet poleca go jako „miłego angielskiego chłopca”, który bierze 50 franków za taniec. Mąż pewnej kobiety, w podzięce, że Roddy z nią zatańczył, wręcza mu napiwek. Dama Michet (Barbara Gott) odbiera mu pieniądze, tłumacząc, że jest jej teraz winien 45 franków. Skończywszy kolejny taniec Roddy dosiada się do stolika obserwującej go od dłuższego czasu kobiety (Violet Farebrother; w napisach początkowych wymienionej jako poetka), która jest ciekawa historii młodego chłopaka. Nakłania Roddy’ego do rozmowy. Ich konwersację przerywa utrata przytomności przez jednego z uczestników. Aby ułatwić mu oddychanie osoba z sali rozsuwa zasłony i otwiera okna. Wpadające do środka promienie słoneczne sprawiają, że Roddy rozgląda się po sali, obserwując resztki pozostałych gości i starsze kobiety. Uświadomiwszy sobie miejsce, w jakim się znalazł, mimo zachęt ze strony poznanej kobiety, decyduje się opuścić lokal. Podchodzi do liczącej pieniądze damy Michet i żegna się.
Swoją drogę ku upadkowi Roddy kończy w obskurnym pomieszczeniu w Marsylii. Podczas gdy leży on w łóżku majacząc, dwójka marynarzy i kobieta rozmawiają w pokoju obok. Kobieta namawia ich, aby zabrali chłopaka z powrotem do Londynu, gdzie być może zostaną sowicie wynagrodzeni. Mężczyźni pomagają Roddy’emu wstać i dojść do stołu. Chłopak oferuje im kilka pozostałych mu monet. Jeden z marynarzy (Alf Goddard) znajduje w kieszeni marynarki Roddy’ego list zaadresowany do Tima Wakeleya, w którym Berwick pisze, że dotrzymał obietnicy za cenę własnego życia. Mężczyźni zabierają Roddy’ego na pokład statku i umieszczają go w kabinie na koi. Znajdując się w stanie delirium chłopak widzi przed oczami sylwetki własnego ojca, Julii, Archiego, damy Michet, poetki oraz Mabel. Wszyscy wymienieni (z wyjątkiem ojca) znajdują się przy jednym stole i drwią z niego. Po pięciu dniach Roddy budzi się. Zszedłszy z pokładu statku udaje się londyńskimi ulicami do domu. Przez chwilę stoi przed budynkiem i waha się, po czym dzwoni do drzwi. Kamerdyner – nie kryjący radości na jego widok – wpuszcza chłopaka do środka. Dowiedziawszy się, że rodzice wyszli, wyczerpany Roddy zasiada w fotelu przy kominku. Gdy wracają zaskoczony jego widokiem ojciec prosi syna o wybaczenie i tłumaczy, że o wszystkim już wie i szukał go przez długi czas. Szczęśliwi rodzice cieszą się z powrotu Roddy’ego do domu. W ostatniej scenie chłopak gra jako kapitan swojej drużyny w meczu rugby.

## Obsada
Opracowano na podstawie materiału źródłowego:

- Ivor Novello – Roddy Berwick
- Annette Benson – Mabel, kelnerka i sprzedawczyni w Ye Olde Bunne Shoppe
- Robin Irvine – Timothy „Tim” Wakeley, przyjaciel Roddy’ego[c]
- Isabel Jeans – Julia Fotheringale, aktorka i kochanka Archiego
- Ian Hunter – Archie, aktor i kochanek Julii
- Norman McKinnel – sir Thomas Berwick, ojciec Roddy’ego
- Sybil Rhoda – Sybil Wakeley, siostra Tima
- Lilian Braithwaite – pani Berwick, matka Roddy’ego
- Violet Farebrother – poetka na paryskim widowisku muzycznym
- Ben Webster – doktor Dawson
- Hannah Jones – krawcowa
- Jerrold Robertshaw – wielebny Henry Wakeley, ojciec Tima
- Barbara Gott – dama Michet
- Alf Goddard – marynarz w Marsylii

## Produkcja

### Scenariusz i przygotowania

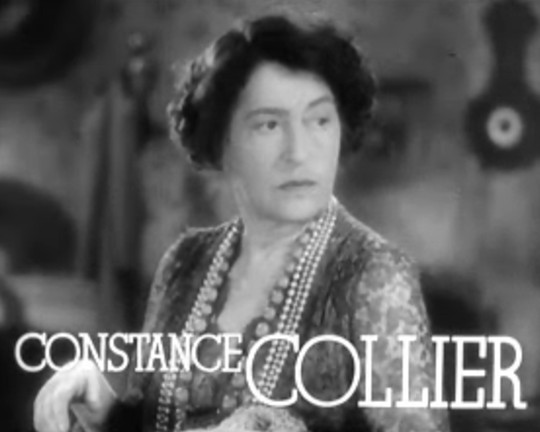
Constance Collier, współautorka sztuki Down Hill, na podstawie której zrealizowano film Na równi pochyłej

Ukończywszy zdjęcia do dreszczowca kryminalnego Lokator (1927), Alfred Hitchcock nie krył swojego niezadowolenia z wielu zmian wymuszonych przez kierownictwo studia, mimo że film był sukcesem w oczach krytyków. Reżyser podjął pierwsze kroki zmierzające do odejścia z szeregów Gainsborough Pictures, choć ważność kontraktu miała obowiązywać jeszcze przez pół roku (pierwsze doniesienia prasowe o opuszczeniu studia przez filmowca prasa podawała latem 1926, gdy trwało dokręcanie dubli do Lokatora). Reżyser nie był zadowolony z coraz większej dezorganizacji panującej wewnątrz wytwórni. Gdy Gainsborough ogłosiło, że następnym filmem w reżyserii Hitchcocka będzie The Silent Warrior z główną rolą Carlyle’a Blackwella, filmowiec odmówił. Reżyser wysyłał listy do prasy, sugerując branży, że swą przyszłość wiąże z British International Pictures (BIP), lecz potem informacje te dementowano. W tym czasie Hitchcock planował realizację czterech filmów, spośród których dwa miały jakoby „wymagać plenerów na wielką skalę poza Anglią”. Trzy miesiące po premierze Lokatora reżyser pozostawał bez zajęcia. W ocenie Patricka McGilligana „[Hitchcock] zdecydował się zaczekać, aż jego umowa straci ważność”.
Po zawarciu związku małżeńskiego z Almą Reville 2 grudnia 1926, reżyser z małżonką udali się do Paryża, nad włoskie jezioro Lago di Como oraz do kurortu w Sankt Moritz. Kłopoty związane z powstawaniem BIP spowodowały, że wytwórnia wypożyczyła Hitchcocka z powrotem do Gainsborough. W grudniu studio zapowiedziało realizację filmu Na równi pochyłej, a jednym z głównych kandydatów do objęcia funkcji reżysera był Hitchcock. Gdy filmowiec powrócił z podróży poślubnej, przedstawiciele wytwórni przekonali go do sfilmowania sztuki (będącej serią skeczów) pióra Davida L’Estrange’a (wspólny pseudonim Novello i Constance Collier), wykorzystując tym samym rozpoznawalność Novello i powodzenie filmu Lokator.
Eliot Stannard, wspólnie z kierownikiem działu scenariuszy wytwórni Gainsborough Angusem MacPhailem, dokonał adaptacji sztuki. Hitchcock w ostatniej chwili naniósł jedynie kilka poprawek i wizualizacji.

### Casting
Do głównej roli Roddy’ego Berwicka zatrudniono Ivora Novello, odtwórcę tytułowej roli w Lokatorze, który zgodził się powtórzyć kreację z West Endu, gdzie wcielał się w bohatera drużyny rugby w prywatnej szkole. Resztę głównej obsady, stanowionej wyłącznie przez Anglików, uzupełnili znana z występów w trupie teatralnej Harleya Granville’a-Barkera Isabel Jeans (w późniejszym czasie aktorka zagrała w dwóch filmach fabularnych Hitchcocka – Łatwej cnocie; 1928 i Podejrzeniu; 1941), Ian Hunter, dla którego był to początek współpracy z Hitchcockiem (aktor wystąpił u angielskiego twórcy jeszcze w dwóch reżyserowanych przez niego produkcjach: Ringu [1927] i Łatwej cnocie), oraz Robin Irvine, odtwórca roli Tima Wakeleya, który również zagrał w Łatwej cnocie. Oprócz Novello jedyną członkinią oryginalnej obsady scenicznej, pojawiającą się również w adaptacji filmowej, była Hannah Jones, która wystąpiła w roli krawcowej.

### Realizacja

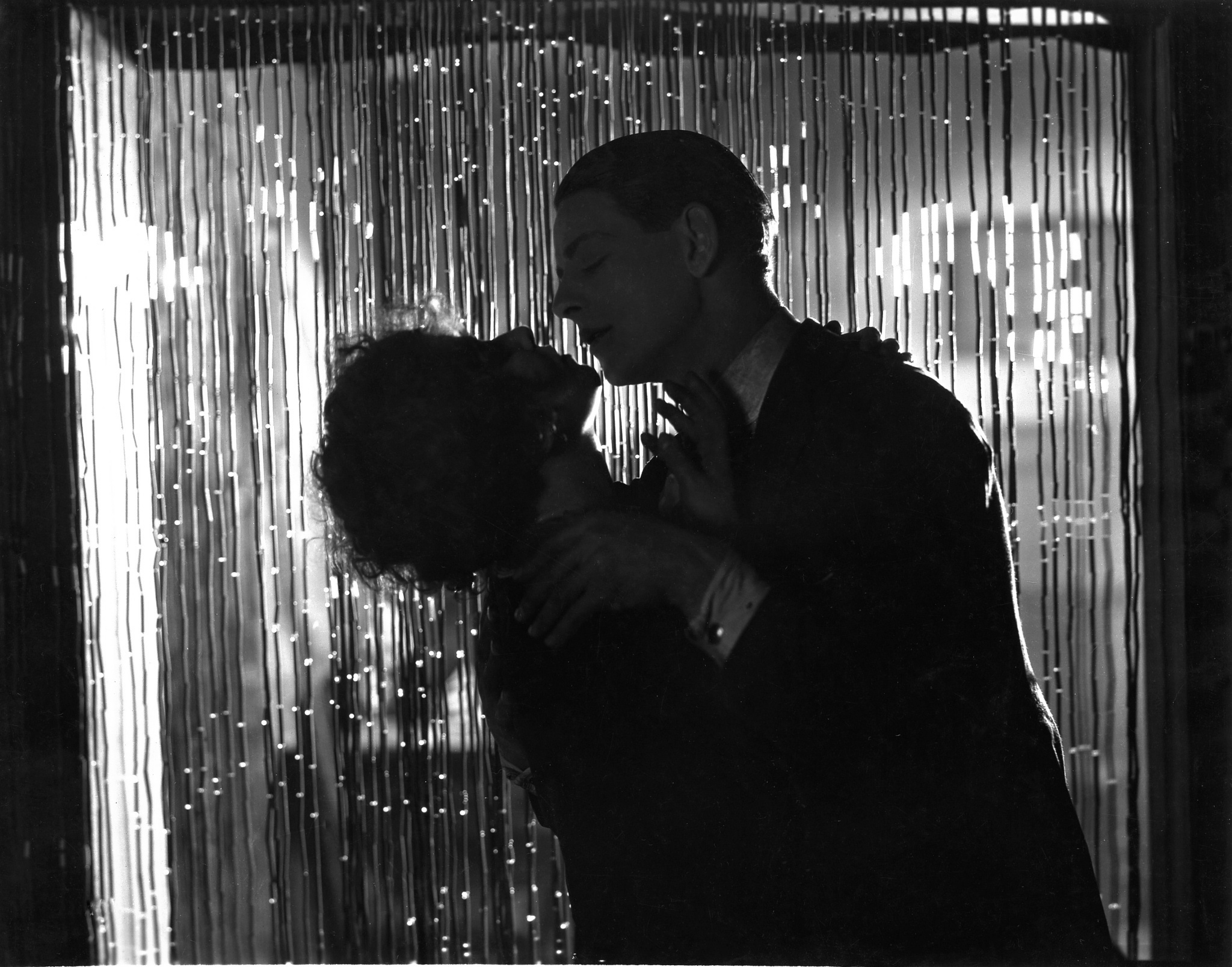
Annette Benson i Robin Irvine w kadrze z filmu Na równi pochyłej

Okres zdjęciowy Na równi pochyłej rozpoczął się 17 stycznia 1927 w londyńskim Islington Studios (niektóre źródła jako datę rozpoczęcia zdjęć podawały marzec). Reville – podobnie jak w przypadku Lokatora – ponownie pełniła funkcję asystentki reżysera, a Claude L. McDonnell został operatorem kamery. W pierwszej części filmu (podzielonego na trzy rozdziały) kładziono nacisk na linie horyzontalne i plan pełny, skontrastowany z dużymi zbliżeniami (twarzy i przedmiotów), natomiast w ostatniej przeważały ujęcia z dominacją linii wertykalnych.
W początkowych scenach 34-letni w owym czasie Novello miał odgrywać nastolatka, co było znacznie łatwiejsze w teatrze. Hitchcock nie był zadowolony z efektów, zwracając uwagę na niezręczną symbolikę sceny, w której Berwick senior wyrzuca Roddy’ego z domu, po czym chłopak zbiega jak po równi pochyłej po schodach do londyńskiego metra. Reżyser usiłował poprawić akcję, wprowadzając do niej elementy komediowe, lecz przedstawiciele wytwórni nakazali ich usunięcie. Sekwencję na schodach metra ekipa realizowała po północy, gdy ze stacji Maida Vale odjechał ostatni pociąg. Pomimo późnej pory, na miejscu zgromadził się tłum gapiów. Novello nigdy przedtem nie próbował efektu zbiegania po ruchomych schodach, wskutek czego realizacja pięciu ujęć – gdy zjeżdża on drewnianymi schodami w dół – zajęła ekipie 4 godziny. Przy każdym z powtarzanych ujęć Hitchcock trzymał nieruchomo kamerę przez 23 sekundy. Wspomnianą sekwencję reżyser realizował ubrany we frak, cylinder i muszkę. Miało to związek z faktem, że brał on wcześniej udział w oglądaniu przedstawienia teatralnego. Jak wspominał: „to był najbardziej elegancki moment w mojej reżyserskiej karierze”.

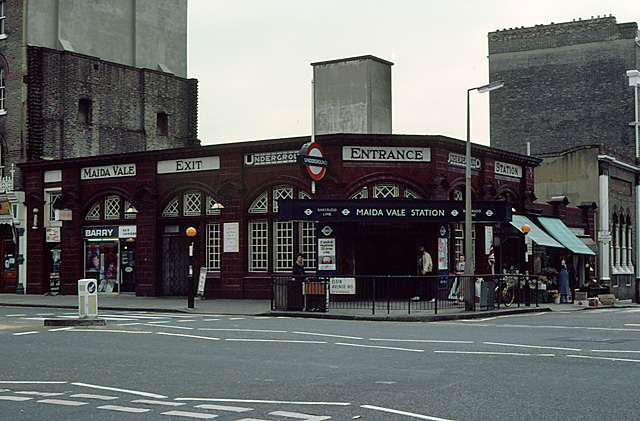
Stacja metra Maida Vale, na której w nocy 27 lutego 1927 ekipa nagrywała scenę zjeżdżania głównego bohatera po ruchomych schodach

W scenach prezentujących sekwencję snu Hitchcock przedstawiał marzenia i rzeczywistość w tym samym, ujednoliconym stylu, korzystając z jednego cięcia, co stanowiło przeciwieństwo do ówczesnych ujęć ukazujących nierzeczywistość, które zwykle zaczynały się od ściemnień oraz nieostrego obrazu. Pod koniec marca w Nicei i na francuskiej Riwierze Hitchcock realizował zdjęcia plenerowe do swego następnego filmu dla Gainsborough – Łatwa cnota, opartego na sztuce autorstwa Noëla Cowarda z 1924. We Francji ekipa sfilmowała tła i plenery do nowej produkcji i dokończono ostatnie ujęcia Na równi pochyłej, w których bohater kreowany przez Novello histeryzuje na tle angielskich dekoracji umieszczonych na dachu francuskiego hotelu.

### Montaż i postprodukcja
Montaż Na równi pochyłej początkowo miał wykonać Ivor Montagu, którego rady i poprawki techniczne w znacznym stopniu przyczyniły się do sukcesu komercyjnego Lokatora, lecz uniemożliwiła to zbytnia rozbieżność z reżyserem, dotycząca ostatecznego kształtu filmu na etapie postprodukcji. Montagu opowiadał się za realizmem i niewprowadzaniem widza w błąd. Najbardziej sporną kwestią było sfilmowanie bezpośrednio z perspektywy ptasiej ujęcia kolan trzech bohaterów (dotykających się w dwuznaczny sposób) w taksówce. W ocenie Montagu ujęcie to stanowiło niemożliwy do sfilmowania punkt widzenia. Mimo zgłaszanych uwag, Hitchcock nie dokonał zmian. Konflikt ostatecznie doprowadził do opuszczenia projektu przez Montagu, a proces montażu ukończył Lionel Rich. W trakcie prac montażowych reżyser instruował pracowników laboratorium obróbki taśmy, aby dodali odcień bladej zieleni w scenach delirium (nawiązujących do niemieckiego ekspresjonizmu; w późniejszych latach Hitchcock rozwijał sekwencje halucynacji w swoich kolejnych produkcjach – Urzeczonej; 1945, Osławionej; 1946, Zawrocie głowy; 1958 i Psychozie; 1960), gdy główny bohater podupada na zdrowiu.

## Odbiór

### Premiera kinowa i recenzje

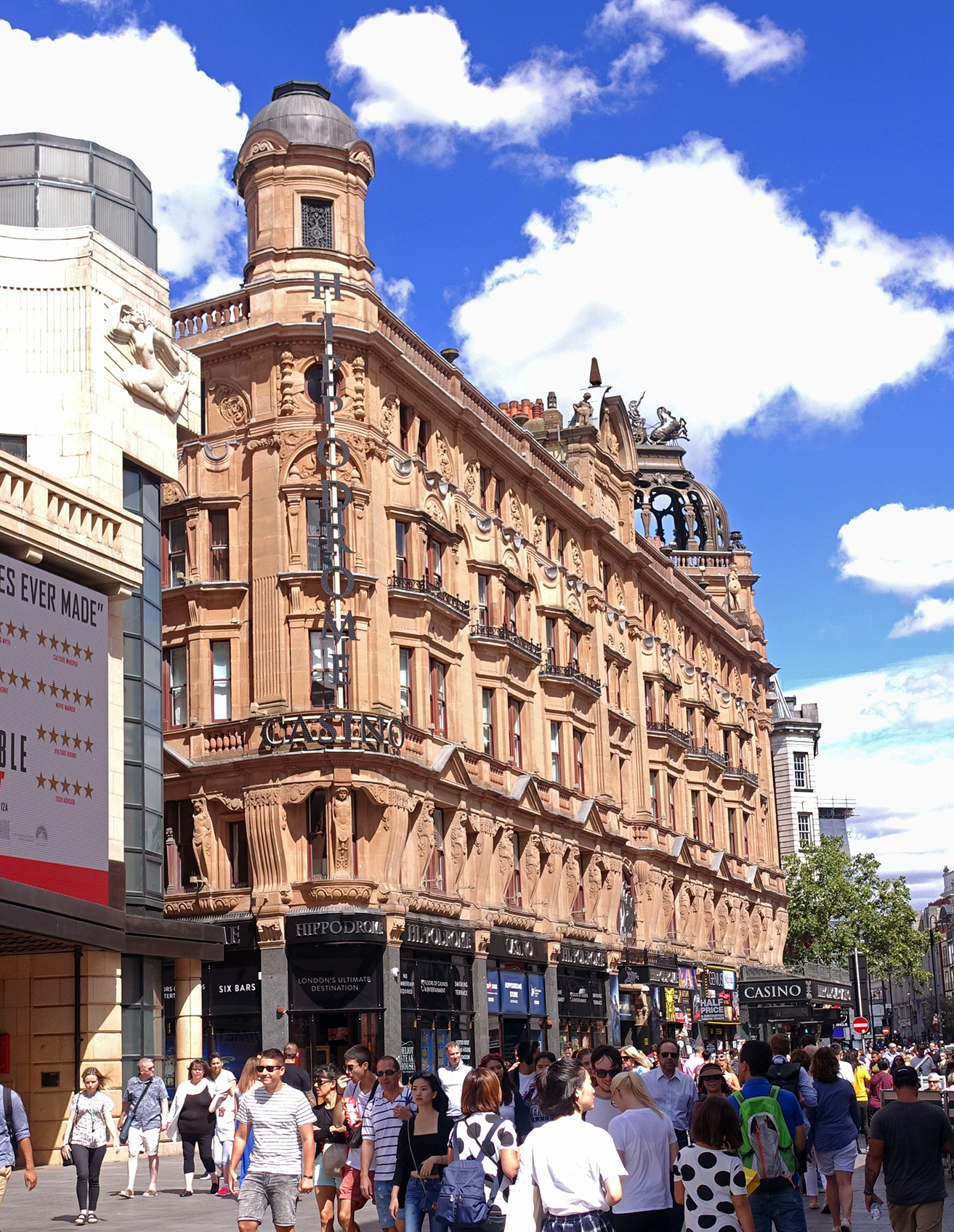
Pierwsze pokazy Na równi pochyłej odbywały się w London Hippodrome

Pierwsze pokazy prasowe Na równi pochyłej miały miejsce 23 maja 1927 w London Hippodrome. W trakcie jednej z londyńskich projekcji w połowie seansu zapalono światła na widowni, po czym na scenie pojawił się Novello, który – będąc odzianym tak jak na ekranie – przez następnych 10 minut na żywo odgrywał scenę z filmu. Premiera Na równi pochyłej w Stanach Zjednoczonych odbyła się w 1928, gdzie wyświetlano go pod tytułem When Boys Leave Home.
Film Hitchcocka, w przeciwieństwie do dobrze przyjętego Lokatora (1927) – określanego mianem „największego filmu, jaki kiedykolwiek powstał w historii Wielkiej Brytanii” – okazał się rozczarowaniem. Cztery z ośmiu kompendiów terminologii filmowej, które się do niego odwoływały, wystawiły mu oceny nie wyższe jak dwie i pół gwiazdki (oznaczającego „słaby” bądź „średni”). Brytyjska prasa podkreślała, że z handlowego punktu widzenia najważniejsze w Na równi pochyłej jest nazwisko Hitchcocka. Jedna z lokalnych gazet nazwała film „następnym osobistym sukcesem reżysera”, chwaląc osiągnięcia wizualne.
Branżowy „The Bioscope” negatywnie oceniał siłę fabuły filmu, natomiast wyróżniał znakomitą grę aktorską, pracę reżysera i zdjęcia, dzięki czemu, zdaniem autora recenzji, Na równi pochyłej powinno spodobać się publiczności. Australijski „The Canberra Times” podkreślał, że „chociaż nowego filmu Hitchcocka nie można traktować jako przykładu jego najlepszej pracy, to niezbicie pokazuje on, że w Anglii są reżyserzy z technicznymi umiejętnościami oraz wyobraźnią”. Iris Barry za pośrednictwem „Daily Mail” chwaliła kreacje aktorskie Novello, nazywając go „sympatycznym i wiarygodnym”, oraz Annette Benson, która – w jej ocenie – dała świetny występ. Beatrice Curtis Brown wyrażała pozytywną ocenę na łamach „Graphic”, pisząc, że „Na równi pochyłej jest gładkim, dobrze sfilmowanym, zgrabnym, ładnie się prezentującym kawałkiem kina. Pan Hitchcock, prawdopodobnie bardziej niż którykolwiek z naszych reżyserów, rozumie znaczenie przedmiotów i niezwykłe efekty, które kino, jako jedyna ze sztuk, może z nich wydobyć”. W ocenie „Hastings & St. Leonards Observer” film łączył „szczerość, potężne aktorstwo i genialną technikę”. C.A. Lejeune w recenzji dla „The Guardiana” negatywnie odniosła się do filmu, uznając, że „Na równi pochyłej spełnia wszystkie obietnice swojego poprzednika [Lokator], nie będąc wcale dobrym filmem […] Nigdy nie widziałam tak ciekawej i bzdurnej produkcji ani tak sprytnego filmu, który zasługiwałby na tak mało pochwał”. Z kolei „The Times” wyróżniał produkcję Hitchcocka, argumentując, że „bardziej niż cokolwiek innego pokazuje ona niezwykły postęp w brytyjskiej technice filmowej w ciągu ostatnich kilku lat”. Autor recenzji podkreślał, że reżyserowi udało się tchnąć trochę życia w nudną sztukę, na podstawie której powstał film, lecz mimo to nie uczynił go wiarygodnym, ale sprawił, że wydawał się znacznie mniej śmieszny, niż można się było spodziewać.

### Analizy i interpretacje
| „Na równi pochyłej nie jest filmem z mocnym roszczeniem do uratowania od zapomnienia.”– Charles Barr |

Wśród współczesnych interpretacji Na równi pochyłej przeważają mieszane opinie, w których film opisywany jest na przemian jako „chwiejny, wczesny wysiłek Hitchcocka”, „gorszy Hitchcock chlubi się wizualnym polotem mistrza” i „wyreżyserowany z wyobraźnią”. W naukowych opracowaniach Na równi pochyłej wymienia się jako przykład wykorzystania wielu technik i środków filmowych, które zazwyczaj kojarzą się ze stylem Hitchcocka, w tym długie najazdy kamery, kompozycję kadru (deformacja perspektywy, liczne ujęcia z góry, bliskiej odległości i z dołu, zdjęcia nakładane i ukośne), montaż analogiczny, miękkie przejścia między kolejnymi ujęciami (przenikanie, zaciemnienie i rozjaśnienie) oraz szerokie zastosowanie subiektywnej kamery (tzw. ujęcie z punktu widzenia) (m.in. scena podczas francuskiego music-hallu łączy wiele z wymienionych technik). Z kolei różnorodność ustawień kamery, wykorzystanie światłocienia i zniekształcenie obrazu, historycy interpretowali jako wpływ poetyki niemieckiego ekspresjonizmu.
Niektórzy recenzenci podkreślali w swoich publikacjach, że mimo obecności charakterystycznych tematów (przeniesienie winy, wędrówka), film nie należy do typowych przykładów twórczości reżysera, z uwagi na brak kobiecej perspektywy (odgrywającej istotną rolę w niemal wszystkich filmach Hitchcocka) i wyraźny mizoginizm. W swoich analizach autorzy porównywali bohaterki Na równi pochyłej (będące przyczyną kolejnych nieszczęść) do harpii, potworów czy zdrajczyń, polujących na bezbronnych młodych mężczyzn, takich jak Roddy. Innym istotnym czynnikiem, na który zwracali uwagę, był problem lojalności – z którego reżyser uczynił główny motyw filmu – szerzej rozwijany w późniejszych produkcjach: Cieniu wątpliwości (1943), Osławionej (1946), Nieznajomych z pociągu (1951), Zawrocie głowy (1958), Północy, północnym zachodzie (1959) i Szale (1972). Wyróżniano także ideę podziału fabuły na trzy rozdziały, co, zdaniem historyków, miało wpływ na różnorodność, sposób obrazowania poszczególnych sekwencji i zmienność prowadzenia narracji.
Krzysztof Loska, autor monografii Hitchcock – Autor wśród gatunków (2002), uważał film za jeden z bardziej udanych we wczesnym etapie kariery Hitchcocka. Dostrzegał zastosowanie przez reżysera po raz pierwszy formuły opowieści pikarejskiej oraz pozostawienie głównego bohatera samego sobie, bez możliwości pomocy ze strony kobiety. Autor wyróżniał też szereg rozwiązań formalnych, które – jego zdaniem – „pozwoliły na wykreowanie mrocznej atmosfery dekadencji, rozpadu zarówno osobowości młodego bohatera, jak i struktur społecznych”. Jako kluczowy symbol staczania się głównego bohatera zwracał uwagę na powracający motyw schodów, prowadzący protagonistę do podziemnego świata. Maurice Yacowar, autor książki Hitchcock’s British Films (2010), pisał, że film Na równi pochyłej – autor określał go mianem „prostego melodramatu” – jest „ważny jako pierwsza konfrontacja Hitchcocka z chaosem, który zagraża samozadowoleniu”. Yacowar w swojej analizie zwracał uwagę na postać sir Thomasa Berwicka – ojca głównego bohatera – cechującego się chłodem i podejrzliwością. Jak zaznaczał, w kilku brytyjskich filmach reżysera (m.in. Szampan; 1928, Człowiek z wyspy; 1929, Wiedeńskie walce; 1934), postacie ojca przedstawiano jako surowe, podczas gdy w amerykańskich produkcjach Hitchcocka matki zagrażały stabilności i wygodzie bohatera.
Pozytywną opinię o filmie wyrażał Patrick McGilligan, dla którego „wyobraźnia reżysera, pełne wyrazu oświetlenie, kompozycja i niezwykła praca kamery potęgowały znaczenie każdej sceny”. Peter Ackroyd podkreślał nadmierną teatralność filmu, a jako jego mocne strony wymieniał studium insynuacji, okrucieństwa i perwersji. W ocenie biografa istotną rolę odegrały wnętrza oświetlone pasmami światła słonecznego, przywodzące na myśl więzienne cele. W scenach upadku głównego bohatera, jak pisał, „mamy charakterystyczny dla Hitchcocka obraz świata groźnego i niepewnego”. Wymieniał również podobieństwa między Berwickiem a tytułowym bohaterem filmu Lokator; obydwaj byli niesłusznie podejrzewani. Ackroyd dostrzegał typowy hitchcockowski pejzaż w nocnych scenach Londynu, poszatkowanych światłem neonu, a ujęcia gorączkowego delirium Roddy’ego Berwicka określał mianem „wyrazistych i klarownych”. Ralf Heiner Heinke za główną zaletę Na równi pochyłej uważał „innowacyjne walory wizualne”, a zachowane odbitki – w jego ocenie – „ukazują niezwykle lśniący i zręczny charakter fotografii”. Według autora film „można w istocie postrzegać jako rodzaj kinematograficznego, wizualnego kompendium […] będącego szablonem stworzonym przez Hitchcocka do dalszej eksploracji”. W podsumowaniu stwierdził, że „we wczesnych filmach, takich jak Na równi pochyłej, Hitchcock opracował własny język filmowy, który nieustannie doskonalił przez całą swoją karierę”.
Po latach Hitchcock przyznawał, że sztuka autorstwa Novello i Collier była kiepska, a dialogi do filmu słabe. Reżyser negatywnie odnosił się również do sceny, w której Roddy Berwick, wyrzucony z domu przez swego ojca, zbiega w dół po ruchomych schodach, co miało symbolizować jego drogę ku upadkowi. Hitchcock wyznał, że była ona utrzymana w duchu efektu przezroczystej podłogi z filmu Lokator.

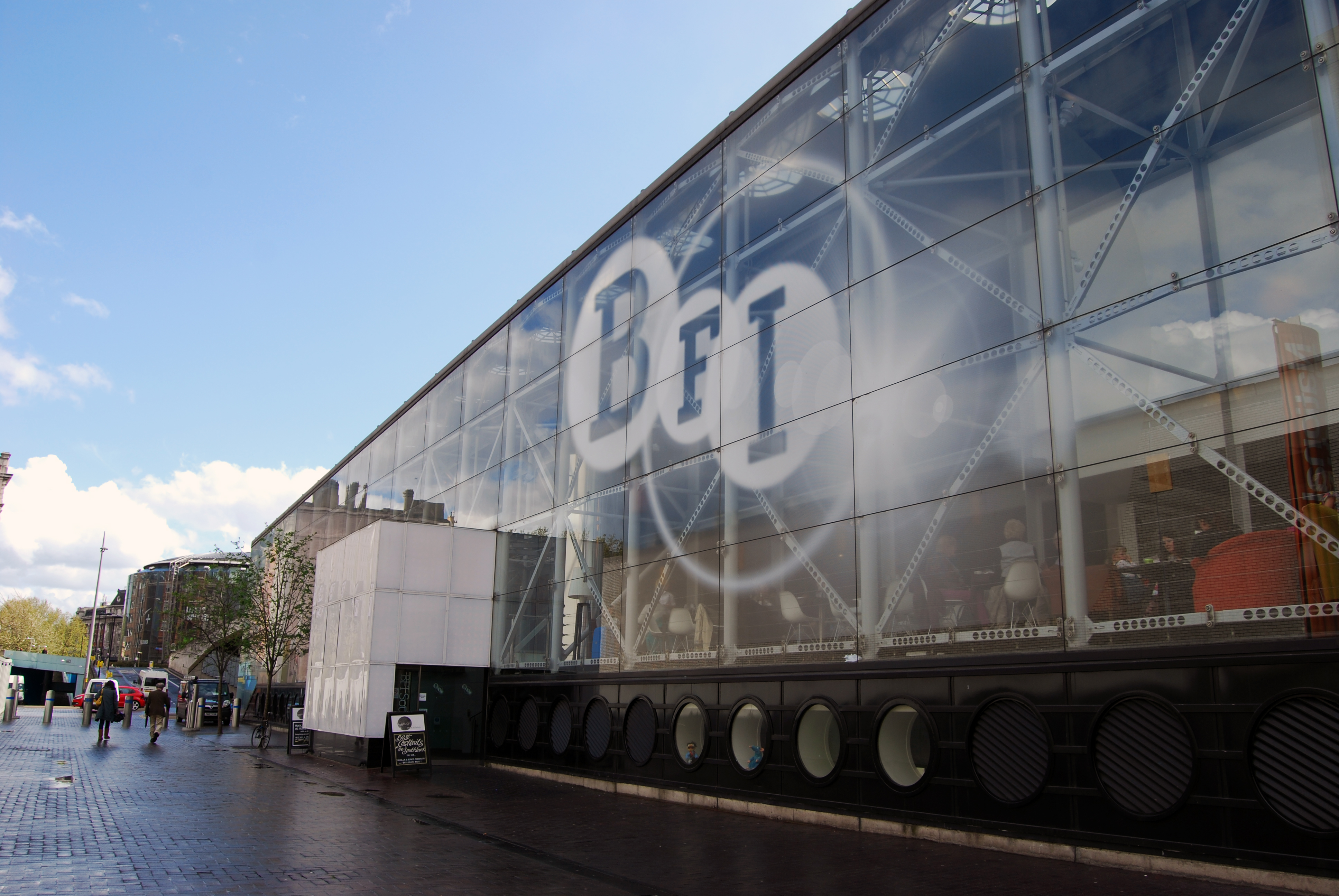
BFI Southbank – miejsce premiery odrestaurowanej wersji filmu w 2012

## Rekonstrukcja
Oryginalny negatyw filmu Na równi pochyłej nie zachował się do czasów współczesnych, wskutek czego jego rekonstrukcja opierała się na dwóch starych kopiach azotanowych – pierwsza z nich pochodziła z kolekcji Brytyjskiego Instytutu Filmowego (BFI), drugą zaś wypożyczono z mieszczącego się w Amsterdamie EYE Film Institute Netherlands. Prace nad oryginalnymi odbitkami przyniosły rekompensatę w postaci uzyskania pierwotnego zabarwienia i tonowania, dzięki czemu udało się przywrócić kolor, którego Hitchcock używał w okresie swoich niemych filmów. Reprodukcja tonów i odcieni  z trzech obrazów reżysera – Ogrodu rozkoszy (1925), Lokatora (1927) oraz Na równi pochyłej – stanowiła jeden z głównych aspektów procesu renowacji. Ostatni z wymienionych filmów przeniesiono z prędkością dwudziestu klatek na sekundę. Czas trwania filmu po rekonstrukcji wynosi 105 minut.
Premiera odrestaurowanej wersji filmu Na równi pochyłej, wykonanej w ramach programu „Save the Hitchcock 9.”, sfinansowanego przez organizację non-profit The Film Foundation (TFF) i Hollywoodzkie Stowarzyszenie Prasy Zagranicznej (HFPA), miała miejsce 20 września 2012 w kinie BFI Southbank w Londynie. Wydarzenie uświetniła nowa, pięcioczęściowa partytura a cappella skomponowana przez brytyjskiego beatboxera Shlomo. Partyturę fortepianową skomponował John Sweeney, który wykonał ją 24 września 2012, również w BFI Southbank.